# Егено II фон Конрадсбург
Егено II фон Конрадсбург Млади (на немски: Egeno II von Konradsburg, Conradsburg; * пр. 1076/ок. 1093; † 1131?) е благородник от Конрадсбург в североизточен Харц, близо до Ермслебен.

## Произход и управление
Той е син на Бурхард II фон Конрадсбург Стари (1054 – 1109) и внук на Егено I фон Конрадсбург (пр. 1021 – 1089?).
През 1080 г. Егено II убива по неизвестни причини при караница граф Адалберт от Баленщет от род Аскани при Вестдорф близо до Ашерслебен. Конрадсбургите трябва за наказание да преобразуват резиденцията си замък Конрадсбург на бенедиктански манастир.
От 1115 г. господарите на Конрадсбург разрушават замък Фалкеншайн, където след сто години е написана книгата Саксонско огледало от Ейке фон Репгов по поръчка на граф Хойер фон Фалкеншайн. През 1142 г. господарите на Конрадсбург, с неговия син Бурхард II Млади († сл. 1155), започват да се наричат „фон Фалкеншайн“.

## Деца
Егено II фон Конрадсбург има три деца:
- Гебург фон Конрадсбург, омъжена за Фолкмар фон Даменслебен
- Бурхард II Млади фон Конрадсбург-фон Фалкеншайн († сл. 1155), женен за Бия фон Аменслебен († сл. 1348)
- дъщеря фон Конрадсбург